# ظهور تركيا الحديثة
ظهور تركيا الحديثة هو كتاب صدر عام 1961 من تأليف المؤرخ برنارد لويس، الخبير في تاريخ الشرق الأوسط والإسلام. 
يغطي الكتاب تاريخ تركيا الحديثة منذ انحدار وانهيار الإمبراطورية العثمانية حتى الحاضر.

## محتويات
- الفصل الأول مقدمة: مصادر الحضارة التركية

- الفصل الثاني انهيار الدولة العثمانية

الفصل الثالث تأثير الغرب
الفصل الرابع الإصلاح العثماني
الفصل الخامس بذور الثورة
الفصل السادس الاستبداد والتنوير
الفصل السابع الاتحاد والتقدم
الفصل الثامن الجمهورية الكمالية
الفصل التاسع الجمهورية بعد كمال
الجزء الثاني جوانب التغيير
الفصل العاشر المجتمع والأمة
الفصل الحادي عشر الدولة والحكومة
الفصل الثاني عشر الدين والثقافة
الفصل الثالث عشر النخبة والطبقة
استنتاجات الفصل الرابع عشر: الثورة التركية
- حدد قائمة المراجع
- خرائط

## ملحوظات
1. ↑  Erik J. Zürcher (15 أكتوبر 2004). Turkey: A Modern History, Revised Edition. I.B.Tauris. ص. 359. ISBN:978-1-85043-399-6. مؤرشف من الأصل في 2021-04-29.